# Aldo Banovac
Aldo Banovac (Pula, 7. lipnja 1931. – Pula, 13. rujna 1982.), hrvatski boksač iz Pule.

## Životopis
Rođen u Puli. Bio je prvak Hrvatske 1950. u perolakoj i 1960. u poluvelter kategoriji, boksački reprezentativac Hrvatske i Jugoslavije. Nakon 20 godina aktivne karijere bio je trener u Boksačkom klubu Pula, te je dobio naslov zaslužnoga športaša Istre. Korektan u borbi, izgradio je izvanrednu tehniku i koristio se snažnim udarcima. Jedan od omiljenih pripadnika velike pulske boksačke zajednice, koji je s Aldom Buršićem 1964. utemeljio školu boksa za mladež i idućih godina odgojio niz naraštaja vrhunskih boksača na čelu s Matom Parlovom. Do smrti u pulskom klubu bio učitelj boksa.